# Ethel Lency Vokia
Ethel Lency Vokia ist eine Politikerin in den Salomonen. Sie ist Mitglied des Nationalparlaments. 2020 wurde sie die vierte Frau im Parlament der Legislaturperiode 2019–2023 und die sechste Frau, die jemals ins Parlament gewählt worden ist.

## Karriere
Vokias Ehemann, Jaimie Vokia, war 2019 für den Wahlkreis North East Guadalcanal Constituency auf der Insel Guadalcanal gewählt worden. Er wurde jedoch wegen Stimmenkauf angeklagt und aus dem Amt entlassen. Seine Frau stellte sich als unabhängige Kandidatin in der Nachwahl und errang einen eindeutigen Sieg gegen Kandidaten wie den ehemaligen Premierminister, Derek Sikua, der vorher schon Abgeordneter gewesen war (2006–2019). Sikua war auch für die Anklage wegen Stimmenkauf verantwortlich gewesen, welche zu Jamie Vokias Entlassung führte. Ethel Vokia wurde die vierte Frau in diesem Parlament (2019–2023), neben Freda Soria Comua, Lanelle Tanangada und Lillian Maefai.
Vokias erste Amtshandlung war es, Gelder, die für ihren Wahlkreis zweckgebunden waren, zu nutzen, um drei Boote mit jeweils 30 PS (22 )-Motoren anzuschaffen. Diese wurden den Gemeinden Siara, Kerakoka und Tivilae übergeben, damit sie ihre Produkte zu lokalen Märkten bringen können. Dann nahm sie ein Hausbauprogramm wieder auf, welches ihr Mann gestartet hatte. Sie gab auch Mittel des Wahlkreises um die Studiengebühren von 41 Studenten der Solomon Islands National University in der Hauptstadt Honiara zu begleichen.